# 圖茲拉鄉 (康斯坦察縣)
44°00′0″N 28°38′0″E / 44.00000°N 28.63333°E
圖茲拉鄉（羅馬尼亞語：Comuna Tuzla, Constanța），是羅馬尼亞的鄉份，位於該國西南部，由康斯坦察縣負責管轄，面積54平方公里，海拔高度8米，2007年人口6,571，人口密度每平方公里121人。